# Bodyboard

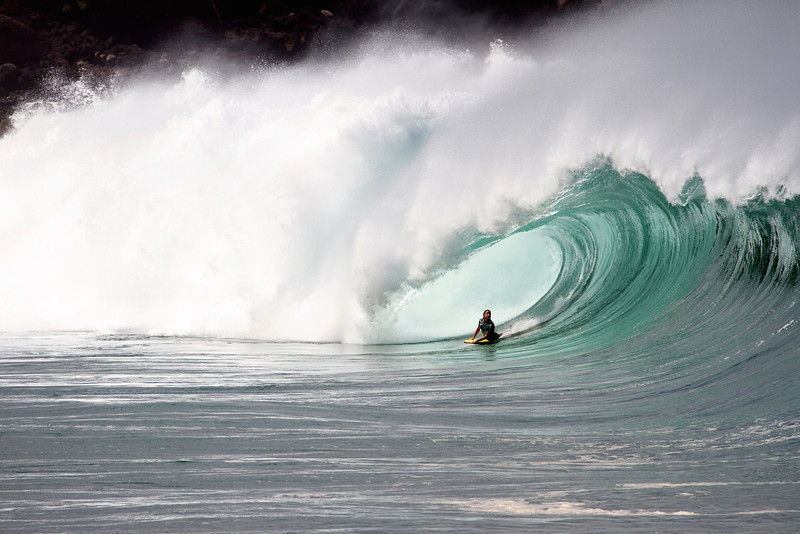
David "Dubb" Hubbard surfando uma grande onda em Waimea Bay.

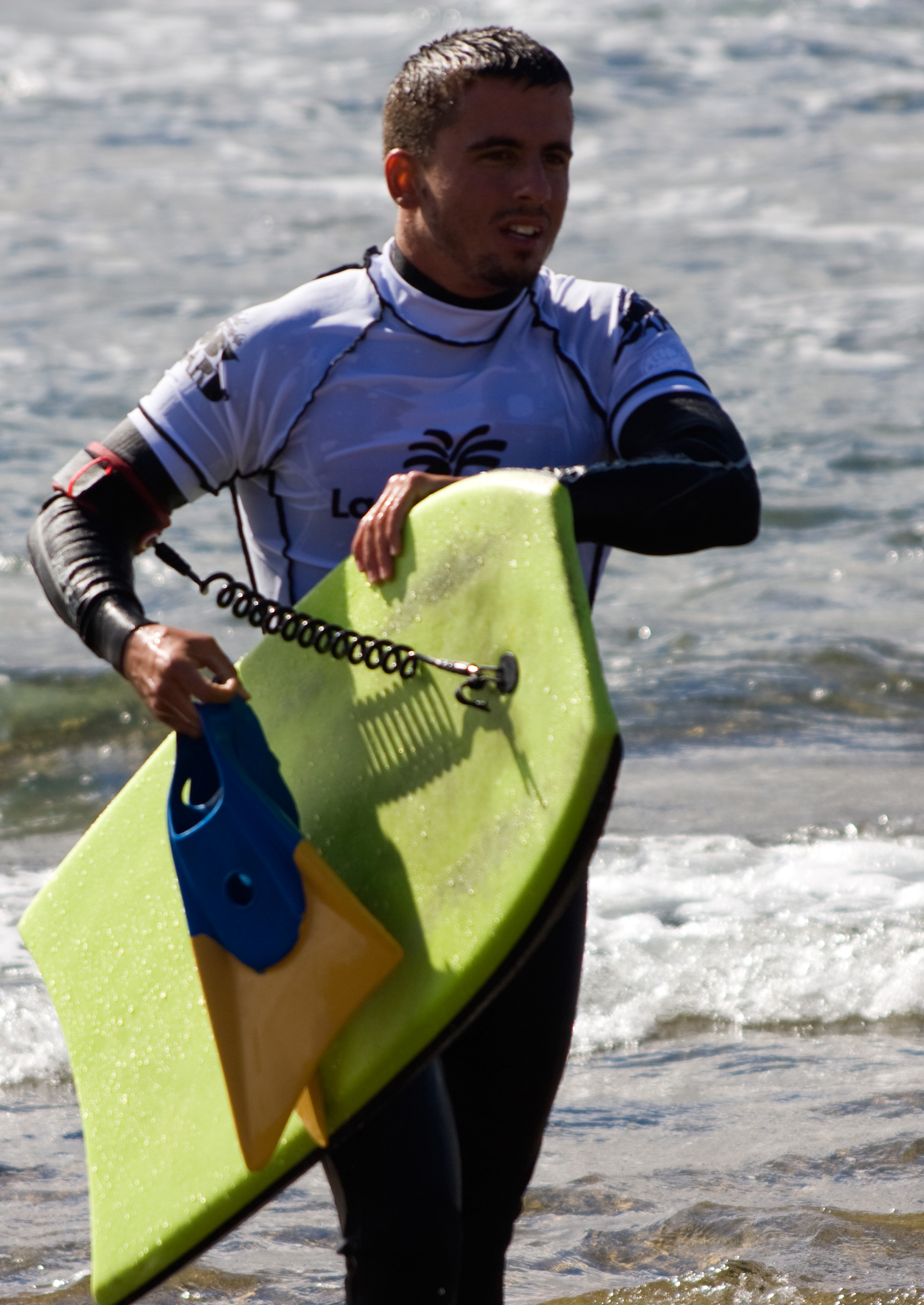
Um bodyboarder sai da água

Bodyboarding é um esporte praticado na superfície das ondas do mar em que o surfista usa sua prancha bodyboard para deslizar pela crista, face ou curva de uma onda em direção à areia. A atividade também foi durante muito tempo conhecida como "morey boogie", referência ao inventor da prancha, o norte-americano Tom Morey. Uma prancha padrão de bodyboarding consiste numa peça curta e retangular de material sintético hidrodinâmico, por vezes contendo uma tira ligada ao centro da prancha chamada leash ou stringer. Os praticantes do bodyboarding (bodyboarders) geralmente usam pés de pato para proporcionar uma propulsão adicional e controle da prancha.
Como o bodyboard é um desporto praticado no mar é comum o uso de trajes de neoprene com uma espessura suficientemente grossa, para o praticante não sentir frio.
Praticantes mais experientes passam na prancha, antes de cada utilização, um tipo de cera (em inglês wax), semelhante à plasticina quando está seca. Isto serve para criar atrito entre a prancha e o traje, de modo em que não escorregue do corpo do bodyboarder.

## Manobras
Existem diversas manobras que o praticante pode executar em uma prancha de bodyboard:
- Cutback: O praticante sobe ao lip da onda e faz uma curva, voltando para a espuma da onda.
- 360º: O praticante executa um giro de 360 graus na direção ao lado natural da onda.
- 360º invertido: O praticante executa um giro de 360º para o outro lado.
- El Rollo: O praticante vai em direção a crista da onda (lip) e executa um giro lateral em direção a onda. Essa é a manobra mais característica do bodyboard.
- Invert: O praticante vai em direção a crista da onda (lip) e inverte a prancha no ar.
- Air roll spin (ARS): O praticante vai em direção a crista da onda (lip) e executa uma mistura de El Rollo com um 360º no ar, essa é uma manobra bem plástica.
- BackFilp: O praticante vai em direção a crista da onda (lip) e executa um "mortal" para trás.
- Air reverse: O praticante vai em direção a crista da onda (lip) e executa um 360º invertido no ar.
- 360º Aéreo: O praticante vai em direção a crista da onda (lip) e executa um 360º no ar.

## Campeonatos mundiais

### Bodyboarding World Tour
| Ano  | Competição                                             | Vencedor            | País                   | Band           |
| ---- | ------------------------------------------------------ | ------------------- | ---------------------- | -------------- |
| 1977 | International Morey Boogie Bodyboard Pro Championships | Bryan Cain          | Estados Unidos         | Estados Unidos |
| 1982 | International Morey Boogie Bodyboard Pro Championships | Daniel Kaimi        | Estados Unidos (Havaí) | Estados Unidos |
| 1983 | International Morey Boogie Bodyboard Pro Championships | Mike Stewart        | Estados Unidos (Havaí) | Estados Unidos |
| 1984 | International Morey Boogie Bodyboard Pro Championships | Mike Stewart        | Estados Unidos (Havaí) | Estados Unidos |
| 1986 | International Morey Boogie Bodyboard Pro Championships | Ben Severson        | Estados Unidos (Havaí) | Estados Unidos |
| 1987 | International Morey Boogie Bodyboard Pro Championships | Mike Stewart        | Estados Unidos (Havaí) | Estados Unidos |
| 1988 | International Morey Boogie Bodyboard Pro Championships | Mike Stewart        | Estados Unidos (Havaí) | Estados Unidos |
| 1989 | International Morey Boogie Bodyboard Pro Championships | Mike Stewart        | Estados Unidos (Havaí) | Estados Unidos |
| 1990 | International Morey Boogie Bodyboard Pro Championships | Mike Stewart        | Estados Unidos (Havaí) | Estados Unidos |
| 1991 | International Morey Boogie Bodyboard Pro Championships | Mike Stewart        | Estados Unidos (Havaí) | Estados Unidos |
| 1992 | International Morey Boogie Bodyboard Pro Championships | Mike Stewart        | Estados Unidos (Havaí) | Estados Unidos |
| 1993 | International Morey Boogie Bodyboard Pro Championships | Michael Eppelstun   | Austrália              | Austrália      |
| 1994 | International Morey Boogie Bodyboard Pro Championships | Mike Stewart        | Estados Unidos (Havaí) | Estados Unidos |
| 1994 | GOB World Tour                                         | Guilherme Tâmega    | Brasil                 | Brasil         |
| 1995 | GOB World Tour                                         | Guilherme Tâmega    | Brasil                 | Brasil         |
| 1996 | GOB World Tour                                         | Guilherme Tâmega    | Brasil                 | Brasil         |
| 1997 | GOB World Tour                                         | Guilherme Tâmega    | Brasil                 | Brasil         |
| 1998 | GOB World Tour                                         | Andre Botha         | África do Sul          | África do Sul  |
| 1999 | GOB World Tour                                         | Andre Botha         | África do Sul          | África do Sul  |
| 2000 | GOB Super Tour                                         | Paulo Barcellos     | Brasil                 | Brasil         |
| 2001 | GOB Super Tour                                         | Guilherme Tâmega    | Brasil                 | Brasil         |
| 2002 | GOB Super Tour                                         | Guilherme Tâmega    | Brasil                 | Brasil         |
| 2003 | IBA World Tour                                         | Damian King         | Austrália              | Austrália      |
| 2004 | IBA World Tour                                         | Damian King         | Austrália              | Austrália      |
| 2005 | IBA World Tour                                         | Ben Player          | Austrália              | Austrália      |
| 2006 | IBA World Tour                                         | Jeff Hubbard        | Estados Unidos (Havaí) | Estados Unidos |
| 2007 | IBA World Tour                                         | Ben Player          | Austrália              | Austrália      |
| 2008 | IBA World Tour                                         | Uri Valadão         | Brasil                 | Brasil         |
| 2009 | IBA World Tour                                         | Jeff Hubbard        | Estados Unidos (Havaí) | Estados Unidos |
| 2010 | IBA World Tour                                         | Amaury Lavernhe     | França                 | França         |
| 2011 | IBA World Tour                                         | Pierre-Louis Costes | França                 | França         |
| 2012 | IBA World Tour                                         | Jeff Hubbard        | Estados Unidos (Havaí) | Estados Unidos |
| 2013 | IBA World Tour                                         | Ben Player          | Austrália              | Austrália      |
| 2014 | APB World Tour                                         | Amaury Lavernhe     | França (Ilhas Reunião) | França         |
| 2015 | APB World Tour                                         | Jared Houston       | África do Sul          | África do Sul  |
| 2016 | APB World Tour                                         | Pierre Louis Costes | França                 | França         |
| 2017 | APB World Tour                                         | Iain Campbell       | África do Sul          | África do Sul  |
| 2018 | APB World Tour                                         | Jared Houston       | África do Sul          | África do Sul  |
| 2019 | APB World Tour                                         | Tristan Roberts     | África do Sul          | África do Sul  |

### ISA World Bodyboard Championship
| Año  | Host County               | Ouro           | Prata             | Bronze                | 4º                    | Ref.  |
| ---- | ------------------------- | -------------- | ----------------- | --------------------- | --------------------- | ----- |
| 2011 | Canárias, Espanha         | França (5.860) | Espanha (4.871)   | Marrocos (3.830)      | Austrália (3.813)     | [ 2 ] |
| 2012 | Isla Margarita, Venezuela | Brasil (9.368) | França (8.645)    | Venezuela (8.449)     | África do Sul (7.258) | [ 2 ] |
| 2013 | Playa Parguito, Venezuela | Brasil (9.585) | Venezuela (9.119) | Chile (8.189)         | Costa Rica (6.595)    | [ 2 ] |
| 2014 | Iquique, Chile            | Chile (8.738)  | França (8.565)    | África do Sul (8.336) | Portugal (7.227)      | [ 3 ] |
| 2015 | Iquique, Chile            | Brasil (5.246) | Chile (4.963)     | França (4.506)        | Peru (4.313)          | [ 4 ] |

### Campeãs Mundiais Feminino
| Year | Competition | Winner               | Country                |
| ---- | ----------- | -------------------- | ---------------------- |
| 1987 |             | Glenda Koslowski     | Brazil                 |
| 1988 |             | Mariana Nogueira     | Brazil                 |
| 1989 |             | Glenda Koslowski     | Brazil                 |
| 1990 |             | Glenda Koslowski     | Brazil                 |
| 1990 |             | Sthephanie Pettersen | Brazil                 |
| 1991 |             | Glenda Koslowski     | Brazil                 |
| 1992 |             | Mariana Nogueira     | Brazil                 |
| 1993 |             | Sthephanie Pettersen | Brazil                 |
| 1994 |             | Sthephanie Pettersen | Brazil                 |
| 1995 |             | Mariana Nogueira     | Brazil                 |
| 1995 |             | Claudia Ferrari      | Brazil                 |
| 1996 |             | Dani Freitas         | Brazil                 |
| 1997 |             | Dani Freitas         | Brazil                 |
| 1998 |             | Mariana Nogueira     | Brazil                 |
| 1999 |             | Karla Costa Taylor   | Brazil                 |
| 2000 |             | Soraia Rocha         | Brazil                 |
| 2001 |             | Soraia Rocha         | Brazil                 |
| 2002 |             | Sthephanie Pettersen | Brazil                 |
| 2003 |             | Neymara Carvalho     | Brazil                 |
| 2004 |             | Neymara Carvalho     | Brazil                 |
| 2005 |             | Kira Llewellyn       | Australia              |
| 2006 |             | Marina Taylor        | Canary Islands (Spain) |
| 2007 |             | Neymara Carvalho     | Brazil                 |
| 2008 |             | Neymara Carvalho     | Brazil                 |
| 2009 |             | Neymara Carvalho     | Brazil                 |
| 2010 |             | Isabela Souza        | Brazil                 |
| 2011 |             | Eunate Aguirre       | Bilbao-Biskay (Spain)  |
| 2012 |             | Isabela Souza        | Brazil                 |
| 2013 |             | Isabela Souza        | Brazil                 |
| 2014 |             | Alexandra Rinder     | Canary Islands (Spain) |
| 2015 |             | Alexandra Rinder     | Canary Islands (Spain) |
| 2016 |             | Isabela Souza        | Brazil                 |
| 2017 |             | Joana Schenker       | Portugal               |
| 2018 |             | Ayaka Suzuki         | Japão                  |
| 2019 |             | Sari Ohara           | Japão                  |